# Carla Spletter
Carla Spletter (* 9. November 1911 in Flensburg; † 19. Oktober 1953 in Hamburg) war eine deutsche Opernsängerin (Sopran).

## Leben
Carla Spletter studierte am Konservatorium Leipzig Gesang und debütierte als Sopranistin 1932 an der Städtischen Oper Berlin. Von 1935 bis 1945 gehörte sie zum Ensemble der Berliner Staatsoper Unter den Linden. In dieser Zeit wirkte sie in zahlreichen Opern-Gesamtaufnahmen mit, unter anderem in Carl Maria von Webers Oberon (1937) und Johann Strauß’ Eine Nacht in Venedig (1938), die sich großer Anerkennung erfreuen, und daher noch heute (in digitalisierter Form auf CD) zu kaufen sind. Spletter wirkte 1935 mit bei der Uraufführung von Eduard Künnekes Oper Die große Sünderin und 1938 in der Uraufführung Werner Egks Oper Peer Gynt. Sie stand 1944 in der Gottbegnadeten-Liste des Reichsministeriums für Volksaufklärung und Propaganda.
Nach 1945 übersiedelte Spletter nach Hamburg, wo sie an der dortigen Staatsoper auftrat. Einen letzten großen Auftritt hatte Carla Spletter kurz vor ihm frühen Tod mit 41 Jahren am Stadttheater Essen. Dort sang sie am 9. März 1953 die Titelpartie in der deutschen Premiere von Alban Bergs Oper Lulu unter dem Dirigenten Gustav König.
Die Sängerin wirkte auch in insgesamt vier Spielfilmen mit. In der Verfilmung von Friedrich von Flotows Martha hatte sie 1936 in der Titelrolle ihren bedeutendsten Filmerfolg.
Seit 1937 war Carla Spletter mit dem Arzt Peter Bischoff verheiratet, der bei den Olympischen Spielen 1936 eine Goldmedaille als Segler erlangt hatte. 
Spletter starb 1953 an Krebs.

## Diskografie (Auswahl)
- Gounod: Faust (Gesamtaufnahme. Stuttgart, 5. Dezember 1937), Doppel-CD, Chor und Orchester des Stuttgarter Rundfunks, Dirigent Joseph Keilberth, Arkadia 2000
- Mozart: Die Entführung aus dem Serail (Gesamtaufnahme. Berlin, 24. Oktober 1937), Doppel-CD,  Orchester und Chor des Reichssenders Berlin, Dirigent Heinrich Steiner Cantus-Lin (DA Music) 2000
- Mozart: Die Zauberflöte  (Gesamtaufnahme. Berlin, 1937–1938), Doppel-CD, Berliner Philharmoniker, Dirigent Thomas Beecham, Naxos Historical 2001
- Johann Strauß: Eine Nacht in Venedig (Gesamtaufnahme, Berlin, 22. Januar 1938), Doppel-CD, Orchester und Chor des Reichssenders Berlin, Dirigent Heinrich Steiner, Naxos Historical 2003
- Weber: Oberon (Konzertmitschnitt, Berlin, 15. August 1937), Doppel-CD, Chor und Orchester des Reichssenders Berlin, Dirigent Joseph Keilberth, Cantus-Line (DA Music) 2002
- ABC der Gesangskunst in Deutschland – Historisches Gesangslexikon Teil 5, Doppel-CD, 70 historische Aufnahmen, darunter zwei Arien aus La Boheme, gesungen von Carla Spletter, Cantus-Lin (DA Music), 2000

## Filmografie
- 1936: Martha, Regie: Karl Anton/Frank Clifford
- 1937: Der Schauspieldirektor (Kurzfilm), Regie: Jürgen von Alten
- 1939: Maria Ilona, Regie: Géza von Bolváry
- 1940: Falstaff in Wien, Regie: Leopold Hainisch